# 阿戈斯蒂诺·斯特劳利诺
阿戈斯蒂诺·斯特劳利诺（義大利語：Agostino Straulino，1914年10月10日—2004年12月14日），意大利男子帆船运动员。他曾代表意大利参加1948年、1952年、1956年、1960年和1964年夏季奥林匹克运动会帆船比赛，共获得一枚金牌和一枚银牌。